# Santa Margalida
Santa Margalida település Spanyolországban, a Baleár-szigeteken. Santa Margalida Muro, Maria de la Salut, Ariany, Petra és Artà községekkel határos. Lakosainak száma 13 757 fő (2024).

## Népesség
A település népessége az elmúlt években az alábbi módon változott:
| Lakosok száma | 8306 | 9266 | 10 204 | 11 537 | 11 718 | 11 680 | 11 632 | 12 485 | 12 767 | 13 757 |
|               | 2001 | 2004 | 2006   | 2009   | 2011   | 2014   | 2016   | 2019   | 2021   | 2024   |